# Adelheid Tröscher
Adelheid D. Tröscher (* 16. Februar 1939 in Berlin) ist eine deutsche Pädagogin und Politikerin (SPD). Sie war von 1994 bis 2002 Mitglied des Deutschen Bundestages.

## Leben
Tröscher besuchte das Gymnasium und die High School in Ithaca (New York). Im Jahr 1959 legte sie ihr Abitur ab. Anschließend studierte sie Pädagogik, Geschichte und Anglistik in Marburg, Jugenheim an der Bergstraße und Frankfurt am Main und legte die Erste und Zweite Staatsprüfung für das Lehramt an Haupt- und Realschulen ab. Im Jahr 1962 wurde sie in den Schuldienst aufgenommen und von 1975 bis 1976 war sie in der Schulabteilung des Regierungspräsidiums Darmstadt tätig. Von 1986 bis 1992 war sie Leiterin der Paul-Hindemith-Gesamtschule in Frankfurt am Main.
Nach selbstbestimmtem Ausscheiden aus der Bundestagsfraktion engagiert sie sich ehrenamtlich in der SPD, besonders im Forum eine Welt, das sich mit entwicklungspolitischen Fragestellungen befasst. Außerdem leitet sie die Regionalgruppe Rhein-Main von Transparency International. Weiter engagiert sie sich als Vorsitzende in der Stiftung Citoyen, die das bürgerschaftliche Engagement unterstützt und sich besonders um musisch-ästhetische Bildung von Kindern und Jugendlichen kümmert.
Sie ist die Tochter von Tassilo Tröscher.

## Politik
Tröscher trat 1966 in die SPD ein. Von 1972 bis 1977, von 1981 bis 1989 und im Jahr 1991 war sie Stadtverordnete der Stadt Frankfurt am Main, von 1992 bis 1993 hauptamtliche Kreisbeigeordnete des Kreises Offenbach.
Von November 1994 bis Oktober 2002 war Tröscher für zwei Wahlperioden Mitglied des Deutschen Bundestages. Bei der Bundestagswahl 1994 zog sie über die Landesliste der SPD ins Parlament ein, bei der Bundestagswahl 1998 gewann sie das Direktmandat im Wahlkreis 144 (Odenwald). Von 1994 bis 2002 war sie Mitglied des Ausschusses für wirtschaftliche Zusammenarbeit und Entwicklung und von 1996 bis 2002 entwicklungspolitische Sprecherin der SPD-Bundestagsfraktion.

## Mitgliedschaften
Tröscher ist Mitglied der GEW, der AWO, im Kinderschutzbund, in Pro Familia und von medico international. 1999 wurde sie Mitglied des Kuratoriums und des Verwaltungsausschusses der Deutschen Stiftung für internationale Entwicklung (DSE) und Mitglied der Deutschen Welthungerhilfe.